# Paulino Alcántara
Paulino Alcántara Riestrá (7. října 1896, Iloilo City, Filipíny – 13. února 1964, Barcelona, Španělsko) byl španělsko-filipínský fotbalový útočník, který reprezentoval obě tyto země. Rovněž reprezentoval Filipíny ve stolním tenise.
Narodil se ve filipínském městě Iloilo City španělskému vojenskému důstojníkovi a ilongžské matce. Je to jeden z nejslavnějších, ne-li vůbec nejslavnější filipínský fotbalista. 

Za FC Barcelona nastřílel celkem 357 gólů, což z něj dělá historicky nejlepšího kanonýra tohoto klubu (k březnu 2015).

## Klubová kariéra
Hrál v mládí za FC Galeno, později se stal legendou klubu FC Barcelona.
V roce 1916 se s rodiči vrátil na Filipíny, kde pokračoval v medicínských studiích a hrál dva roky kopanou za Bohemian SC (Bohemians Manila).
Poté se vrátil do Barcelony.

## Reprezentační kariéra
Reprezentoval Katalánsko, Filipíny a Španělsko.
Za Filipíny nastoupil dvakrát v roce 1917 během angažmá v Bohemians Manila, hrál na Mistrovství Dalekého východu v Tokyu (Tokyo Far Eastern Championship Games), kde přispěl k drtivé výhře 15:2 nad Japonskem.

Za Španělsko odehrál v letech 1921–1923 celkem 5 zápasů, v nichž nastřílel 6 gólů (po dvou v prvních třech zápasech).